# Alison Mackey
Alison Mackey é uma linguista conhecida por seus trabalhos sobre aquisição de segunda língua no campo da linguística aplicada. É professora da Universidade de Georgetown, tendo recebido, em 2011, o Prêmio Kenneth W. Mildenberger.